# フランダースの犬 (アニメ)
『フランダースの犬』（フランダースのいぬ）は、1975年1月5日から12月28日まで、フジテレビ系列で毎週日曜19:30 - 20:00（JST）に全52話が放送された、ズイヨー映像、日本アニメーション制作のテレビアニメ。
『世界名作劇場』の第1作目に当たり、小説『フランダースの犬（原題：A Dog of Flanders）』（以下、原作小説）を原作とする。本項目では、本作品を基にした劇場版アニメなどの派生作品についても、併せて詳述するものとする。

## 概要
原作小説は、1872年にイギリス人作家・ウィーダのベルギー旅行から着想されたフィクションとして著された。ベルギー北部のフランダース地方アントワープを舞台に、この近隣に暮らす10歳の少年・ネロと老犬・パトラッシュによる貧困の中の悲劇を描く。全52話におよぶ本作品の制作にあたっては、原作小説が短編であることから、物語展開にもオリジナル要素が大きく加わっている（詳細は後述の「#原作との相違点」参照）。

制作会社の日本アニメーションからは、「世界名作劇場」シリーズの第1作目として紹介され、近年は同社制作としても認知されるが、厳密には、同社の前身となったズイヨー映像が第20話までの制作を手がけ、当初は「カルピスまんが劇場」の1作として放送されていた。制作会社が日本アニメーションへと切り替わった第21話からは、作中のオープニングクレジットも「カルピスこども劇場」に変更され、後年発売されたDVDなどにおいても、オープニングクレジットの制作が日本アニメーション表記版であり、全話とも「カルピスこども劇場」に統一された上で収録されている。

一般的に、最終回のネロとパトラッシュの最期の場面が有名であり、特に以下の台詞は、後世でもパロディやオマージュに使用される（後述の「#パロディ・オマージュ」も参照）。
パトラッシュ、疲れたろう。ぼくも疲れたんだ。なんだかとても眠いんだ...パトラッシュ......。—ネロ、『フランダースの犬』第52話

### 後年における展開
制作会社となる日本アニメーションと共に、本放送終了から半世紀を迎えた現在でも、数多くのメディア露出がなされ、グッズ化やコラボ企画も行われている（後述の「#関連商品」・「#コラボ・タイアップ」を参照）。
2010年3月、世界名作劇場放送35周年を迎えた日本アニメーションは、本作品に登場するパトラッシュの名前を冠した「パトラッシュ基金」を発足させ、盲導犬育成普及事業の支援を開始した。

## ストーリー
ベルギー・フランダース地方のとある村に住む少年・ネロは、幼くして両親を亡くし、祖父・ジェハンとの2人暮らし。村から近隣のアントワープへと牛乳を運搬することで生計を立て、仕事終わりには幼馴染の少女・アロアと遊び、貧しくとも慎ましく過ごしていた。
その日も祖父の仕事に同伴したネロは、アントワープで金物屋の荷引きを強いられる年老いた大型犬と出会う。この老犬・パトラッシュのことが気になっていたネロだが、ある日、金物屋が土手に捨て置いたことを知ると、衰弱しきったパトラッシュを助け、自宅で引き取ることにした。
人間への怯えを垣間見せるパトラッシュだったが、心優しいネロたちの様子に心を許していく。やがて、パトラッシュ自ら牛乳運びの荷引きを手伝うなど、恩返しをするように勤め、ネロにもアロアにもかけがえのない存在へとなった。しかし、ネロは画力向上への探求から画業への興味を深め、アロアも完成まで至ることのなかったレース編みの楽しさに気付いた頃、アロアのイギリス留学が決まった。村一帯の地主であるアロアの父は、一人娘の関心がネロに集中していることをよく思わなかったのだ。
ある時、優しかった祖父が死に、ネロとパトラッシュは悲しみに暮れる。さらにしばらくたったある晩、アロアの家の風車小屋が火事になってしまった。アロアの父のコゼツは前からネロを嫌っていたせいか、ネロが犯人ではないかと疑いだす。それ以来、コゼツに逆らえられない村人たちは、ネロに牛乳運びを頼もうともしなくなってしまった。
祖父の死、火事としての疑いによって仕事を断念、そして念願の夢だった絵画コンクールの落選、絶望の連続に暮れたネロは生きる気力さえ失う。そんな時、パトラッシュはコゼツが落とした大金の入った巾着を見つけ、ネロはそれをコゼツ家に届ける。アロアと母・エリーナは喜びネロを家に招き入れようとしたが、ネロはそれを拒絶しコゼツ家にパトラッシュを預けて家に戻った後、置き手紙と全財産を残して去ってしまう。巾着を探していたコゼツが家に戻った後、アロアから巾着を渡されそれが今まで嫌っていたネロが届けたものだと知らされると、今までネロに辛く当たってきた自分を恥じてネロに償いをすることを決心する。
クリスマスの夜、風車職人のノエルからネロは無実だという話を聞かされたコゼツと村人たちはネロに謝罪するために、ネロの家に向かい、さらに絵画コンクールの審査員がネロを引き取りに来たが、ネロは既に姿を消した後だった。村人たちは何とかネロを必死に探すが、すべてが手遅れだった。
コゼツ家を抜け出したパトラッシュは大聖堂でルーベンスの絵を見ながら行き倒れになっているネロを見つけた。ネロはパトラッシュに「パトラッシュ、疲れたろう。僕も疲れたんだ。なんだか、とても眠いんだ。」と言う。そして、ネロは両親や祖父のいる天国へと旅立った。もう辛いこともなく、みんな一緒にいつまでも末永く平和に暮らすのだった。

## 登場キャラクター
全編を通して、ナレーター（声 - 武藤礼子）が説明と次話予告を行う。この説明には、動物であるパトラッシュの心情描写も含まれる。
以下、声優の表記は作品の発表年を併記し、それぞれ1975年を本作品（テレビシリーズ）、1997年を劇場版（後述）とする。

### 主要キャラクター
ネロ・ダース
声 - 喜多道枝（1975年）、津村まこと（1997年）
主人公。幼くして両親を亡くし、祖父・ジェハンと2人で暮らす少年。10歳。素直で正直な働き者で、ジェハンに似て心優しく、どんな不運に見舞われても他者を恨まない。
両親の記憶は朧気だが、幼い頃に母に連れられた大聖堂の記憶が僅かながらに残る。祖父・ジェハンと共にアントワープへ牛乳運びへ赴くほか、幼馴染のアロアやアントワープで出会ったジョルジュ、ポール兄弟と共に過ごすことも多い。金物屋の主人に酷使されるパトラッシュに水を与えてからは、アントワープへ外出する度に気に掛け、瀕死のパトラッシュを保護する（第6話）。
絵を描くことが好きで、才能を認められながらも、不足する技術力を補うべく勉強する。大聖堂の絵画に魅了されており、作者のルーベンスにも強く憧れ、有料公開の他の作品を観覧したり、画業を志すことが夢である。しかし、アロアの父・バースからは、働きもせずに絵ばかり描く怠け者として扱われてしまうなど、この様子に理解のない大人たちもいた。実際には、風車小屋を修理するノエルや木こりであるミシェルの手伝いをし、特にジェハンが倒れた際には、船の積荷を運ぶ肉体労働も行っている。
ナポレオンの時代に建設された風車小屋が動かなくなり、ミシェルの怪我のために木材も確保できない状況で、ネロはミシェルの世話をしながら、大きな樫の木を1人きりで切り倒したことから、この風車には愛着がある（第32話）。
心優しい隣人と離別し（第34話）、アロアとの交流を絶たれ（第39話）、祖父も亡くし（第44話）、風車小屋の火災では濡れ衣を着せられて失業し（第47話 - 第48話）、コンクールに出品した絵が落選し（第50話）、家賃も払えず、重なった不運から生きることに絶望した。
クリスマスの日、パトラッシュが雪に埋もれる巾着を発見したため、持ち主のバース宅に届けると、そのまま空腹で弱りきり横たわるパトラッシュを預け、思い出深い自宅の中を片付けたのち、吹雪の中を独り彷徨い大聖堂にたどり着く。念願だった有料公開の2枚の絵画を見ると、聖母マリアに感謝の祈りを捧げ、後から辿り着いたパトラッシュに幸福だと話し、パトラッシュを抱きかかえながら共に召される。絵画コンクールの審査員・ヘンドリックによると、絵の才能はルーベンスを継ぐことができるレベルだというが、その評価を本人が聞くことはなかった。（第50話 - 第52話）
識字の可否は設定が一貫しておらず、場面ごとに異なるが、最終話では自宅に手紙を遺している。
溺れていたポールのために飛び込んでいくが、自身も泳げない（第4話）。
ジェハン・ダース
声 - 及川広夫（1975年）、八木光生（1997年）
ネロの祖父。娘の没後、まだ幼かった孫のネロを引き取った。
若い頃に派兵された際の負傷と老体で働けないため、村人たちの厚意から、村で搾乳された牛乳をアントワープまで運搬することを仕事としている。パトラッシュを保護してからは、採取した薬草の売却のほか、アントワープの広場で八百屋の店番をするなどして生計を立てる。
アロアの父であり、村一帯の地主でもあるバースから、対面でネロの絵の趣味を批判された際には、臆することなくネロの味方に立つなど、ネロの良き理解者である。ネロが絵のコンクール出品を決意した際には理解を示す一方、老体の限界からネロの将来を案じて、百姓や木こりとして自立することを願う。物語終盤に至ってとうとう倒れ込み（第40話）、自身の死期も悟ると、「良い絵を描くんだぞ」と言い遺して息を引き取った（第44話）。
ジェハンと死別した後のネロは絵を描く気力をなくすものの、コンクールには、思い出の中のジェハンとパトラッシュの絵を出品する。
パトラッシュ
金物屋主人・アンソールに酷使されていた大型の労働犬。第1話登場時点で老犬。
非常に頭が良くネロたちの言うことを理解し、自分で考えてネロたちのためになる行動を取る。
水も与えてもらえずにアンソールから酷使されていたところを、見兼ねたネロが手水で与えた（第1話）。その後もネロが見掛ける度に疲労感が窺え、ある日、とうとう川辺で荷台を引く途中に川辺で倒れ込んでしまうと、死んだものと勘違いされて土手に捨て置かれた（第6話）。瀕死のところをネロとジェハンに保護されてからも、暫くは人間に対してPTSDの状態にあったが、ネロやジェハンらとの交流から心を開いていくと、自ら牛乳缶の荷台を引くようになる。
普段は温厚で吠えることもないが、ネロを大事に思っており、特にネロに対して嫌味な大家・ハンスなどには、唸り声で威嚇することもある。とはいえ、元飼い主であったアンソールとの再会時には、やはり強い怯えが見られ、ナレーションにより物語られる。
2度目のクリスマスの日、ネロと共に雪の中を彷徨っていると、アロアの父・バースの巾着を見つけてコゼツ宅へと届け出るが、空腹で弱っていたことで意識をなくし、そのままコゼツ母子へ預けられる。しかし、意識を取り戻すと、ネロの不在による不安感から、雪に埋れていたネロの手袋を手がかりとして、大聖堂にいたネロを突き止め、共に召されるまで寄り添った（第52話）。
キャラクターデザインにみられる犬種
本作品におけるパトラッシュの犬種について言及はなく、原作小説の描写に見られる犬種は、一説にブーヴィエ・デ・フランドルとされるが、外見上の特徴が全く異なる。本作品の制作にあたって、監督の黒田昌郎は、労働犬とされていることや当該犬種の写真を見たところ、パトラッシュのイメージとは大きく違うと感じ、「子供たちに馴染んでもらい易くするため、セント・バーナードや和犬を参考にデザインした」と語る。
アロア
声 - 桂玲子・麻上洋子・松尾佳子（1975年）、鈴木保奈美・丹下桜（1997年）
ネロと同じ村に住む幼馴染の少女。村一帯の大地主・コゼツ家の一人娘。8歳。勝ち気で天真爛漫な性格。
ネロとはいつも一緒に遊んでいる。好奇心旺盛で、周囲の心配をよそに少々危なっかしい行動をすることも多い。牛乳運びを終えて帰ってくるネロを丘の上で待っていることが多く、会えない場合はとても残念がる。
ネロが絵の練習を重ねていると、それまで完成させたこともなかったレース編みを完成させ、母・エリーナから制止されても大雨の中を丘の上へと向かい、ネロとの約束通りに完成品を見せ合った。また、ネロの絵の夢を応援しており、紙が欲しいと溢したネロに対して、父・バースに無断で古い書類を書斎から持ち出してしまう。これが村の収支に関わる重要なものだったため、バースの怒りを買うきっかけの一つでもあった。ネロの失踪時、絵のコンクールに落選しながらも、審査員の1人がネロの才能を見出して迎えに来た際には、「ネロ、あなたが描いた絵は誰にも負けやしなかったのよ」とも（第52話）。
一時期、行儀見習として、叔母・ソフィアの住むイギリスに留学させられるが（第26話）、病気のために帰国する（第35話）。アントワープでの入院生活中、薬草を届けたネロの励ましもあって回復するが、留学生活へ戻そうとするバースに対し、医師の説得もありながら、アントワープでも勉強はできるのだと訴えた。結果的にバースは妥協案として転校を認めるが、登下校の送迎すら、バースの使用人・ハンスの監視下にあり（第39話）、ネロとの交流は引き続き制限される。
ある夜、ネロが沼地で人形を見つけ、アロアのものではないかと届けに来ると、同日に風車小屋の火災が発生し（第47話）、出歩いていただけで村人から放火犯として疑われるネロだったが、アロアは無実を信じた。翌日以降、完全に仕事のなくなったことを知ると、バースに村人へネロの無実を伝えるよう訴える。
クリスマスの日、ネロが失踪したことを知ると、捜索への参加はエリーナに制止されながらも、「マリア様、お願いです。私は死んでもいいから、ネロを助けてください」と部屋で祈った。大聖堂のネロが「なんだかとても眠いんだ」と呟く同時刻、悲劇を予言するように外へ飛び出してネロの名を呼んだ。（第52話）
劇場版では、成人して修道女となり、子どもたちの世話をしながら、子ども時代のネロとの想い出を述懐する形で始まる。
トレードマークである三角巾にエプロン姿は、舞台となったフランドル地方の習俗に馴染みが薄い日本人のため、オランダの民族衣装からデザインされた。

### 村の住人
バース・コゼツ
声 - 大木民夫（1975年）、山本圭（1997年）
アロアの父。村一帯の大地主。
原作小説では粉屋。アロアを溺愛しているが躾には厳しい。
貧しい家の生まれで、苦学の末に一代で財をなした努力家ではあるが、貧しく学のないネロを良く思わず、コンクールに向けた絵を描いていると、「馬鹿げた夢を見ている怠け者」と決めつける。アロアとネロの関係についても、紙を欲しがったネロに、不要な紙が自宅にあると申し出たアロアが無断で書類を持ち出したなど、村人・ハンスによる「きっとネロの仕業に違いない」などの言葉を鵜呑みにし、アロアが訂正することもしばしば。風車小屋の火災では特に顕著であり、使用人・ハンスから同日夜にネロが出歩いていたことを目撃したため、ネロが放火犯だと主張された際には、他の村人らの目前で怒りを爆発させて罵倒した（第47話）。農民の多い村故に、土地の借主であるコゼツに逆らえる者はなく、村の中でネロが完全に失業した原因の一つである（第48話）。
一人娘・アロアに対する愛情はあり、仕事帰りにお土産を渡す際など、ネロの名が出てこない限りは温かな目を向ける。しかし、ネロとの交流を禁じ、アロア本人が拒絶したイギリス留学を強制的に決定するなど、躾の厳しさがアロアを苦しめていることに気付かない独善的な考えがある。アロアがレース編みに取り組んでいることには、淑女として今の内から身に着けるといいなどと、時代に見合う家父長制に準じた発言がしばしばみられる。また、妻・エリーナに対しては、「料理だけは認めている」などとも発言している。
クリスマスの日、紛失した2000フランを探し歩いて帰宅すると、ネロによってコゼツ宅へ届けられたことを知って衝撃を受け、更には火事の真相は自身らの過失とも知り、ついに改心。ネロをコゼツ家に迎え入れてどんな学習環境をも用意することを自身の償いとする。しかし、僅かに遅く、ネロの失踪に気づくと、村人に協力を要請して、自身も「このわしを許すと言ってくれ」と叫びながら風車周辺を捜索した（第51話 - 第52話）。しかし、すべてが後の祭りであり、取り返しのつかない罪を抱いたまま一生を過ごすことになってしまった。
クレジット表記は「コゼツ」で、エリーナからは「あなた」、周囲からは「旦那」または「コゼツの旦那」などと姓で呼ばれ、「バース」の名は作中に一度も登場していない。
エリーナ
声 - 中西妙子（1975年）、岡江久美子（1997年）
アロアの母。非常に思いやりがあり、品のある女性。アロアの気持ちを尊重し、ネロとの交流に好意的。
貧困のネロに対しても親切を惜しまいが、その親切をいつも夫に咎められるため、密かにネロを支援する。ネロが病床のアロアに薬草を届けてくれたことを感謝しており（第36話）、仕事ができない状況下で食べ物を届けたこともあった。転居してきた村人をきっかけに収入が激減したネロを案じ、夫・バースに村の地主として対応するよう訴えるが、その夜に風車小屋の火災が発生してしまう（第47話）。
クリスマスの日、失踪したネロの捜索時、アロアには「皆さんがきっとネロを探し出してくださるわ。あなたまでこんな雪の中に出て行ったらどんなことになるかわかりません。心配しないで待っているのよ」と制し、自身も「私たちが悪かったのよ。お願いアロアも心配してるから姿を見せてちょうだい」と捜索に参加（第52話）。
チューリップの花畑を所有しており、使用人の息子・アンドレの飼う犬・ダックスに荒らされてしまう（第11話）。
ハンス
声 - 村松康雄（1975年）、平野正人（1997年）
コゼツ家の商業使用人。コゼツ家の事業の手伝いや風車小屋の管理などをしている。ダース宅の大家。村で2番目に金持ちだが守銭奴で、ほとんどバースの腰巾着である。
原作小説には、ネロの家の大家としてコゼツの家に週一で通う靴屋が登場しており、この人物が本作品におけるハンスの役回りを担う。
底意地の悪い性格であり、相手が自分より弱い立場だと傲慢な言動をするが、相手から毅然とした態度や正論で返されると途端に逃げ腰になる。アロアと息子・アンドレとの仲を勝手に取り持とうとし、アロアと仲の良いネロに対して冷酷な仕打ちを行う。
バースの頼みを忘れるルーズな一面もあり、アロアがイギリスへと旅立つ日、バースからアロアの荷物を確認されると、ネロ自身が持ちたがったが忘れて取りに行ったのだという虚言で乗り切るなど（第26話）、何か問題が起きるとネロに責任を押し付けた。風車の調子が悪くてもその作業を後回しにするなど、怠慢かつ杜撰である。
ダース宅の隣家に越してきた隣人の男が、近隣の酪農家に無料で牛乳運びを行うと交渉する際には、積極的に介入して、ネロの収入減の一因となった（第42話）。ネロの祖父・ジェハンの没後もすぐに家賃の取り立てに訪れ、家賃の半分も足りないことから、クリスマスの日までに支払いを待つことを約束した。また、風車小屋の火災では、拾った人形をアロアに届けて帰っていくネロを見かけただけで、ネロが放火犯だと真っ先に疑うが（第47話）、のちに真相が自分とコゼツの過失だったことを知る。
クリスマスの日にバースがネロに対する今までの仕打ちに反省を示すと、自らもこれまでの罪悪感からついに改心し、バースと共に村人への協力要請を行い、「俺が悪かった。もう意地の悪いことなんか金輪際しないからアンドレと仲良くしてくれ」と泣き叫びながら、失踪したネロの捜索に参加（第52話）したものの、すべてが後の祭りだった。
劇場版では、ジェハンの死亡直後の家賃取り立て時、支払いが遅れれば追い出すと言い放つが、そのやり口は改心後のバースにも咎められた。
グレタ
声 - 市川千恵子（1975年）
ハンスの妻。アロアの誕生日会以降（第23話）、稀に登場。
ネロがアロアにプレゼントした花に対して侮辱的な発言をしたことから、夫同様にネロを蔑んで嫌っていることが分かる。また、息子であるアンドレに対する当たりも厳しく、人前でも「愚図」と怒鳴りつける。
アンドレ
声 - 白川澄子（1975年）
ハンスの1人息子。太い眉とたれ目が特徴。犬・ダックスを飼育し始める。
気が弱く、内気でおどおどしており、窮地に追い込まれると泣き出したり、他人に責任を被せるところがある。父・ハンスがネロを疎ましがっていることから、ネロとの交流の際にはハンスの顔色を窺うこともある。アロアの誕生日会では、参加者の子どもたちとかくれんぼ中、ダックスを追ってアロアとネロが隠れる机の下に潜ったため、バースの大切な壺を割ってしまうが、先に入っていたのはネロだと自分に非がないことを主張（第23話）。アロアがイギリスへと旅立つ日、ハンスと共に見送るためにスーツ姿でアントワープを訪れると、ネロの友人であるジョルジュ・ポールから笑われて泣き出し、居合わせただけのネロが勘違いしたハンスに怒られるなど（第26話）、間違いを正すことなく逃げるだけである。また、その後、アロアの乗船時には、ハンスに促されて花束を渡す役割を強いられるなど、ハンスによって度々、アロアとの関係を無理に構築させられている節がある。
一方で、両親とは異なりネロに対する悪意はなく、ネロが風車小屋の火災で村八分とされていた際にはこっそりパンを譲り、無実だと信じていると励ました。クリスマスの日も、失踪したネロを「ネロ帰ってきてよ。みんなで一緒に遊ぼうよ」と泣きながら捜索に参加（第52話）。
ダックス
アンドレの飼っている犬。ダックスフンド。
アンドレによると、父・ハンス買って貰ったという。人懐っこいが落ち着きがなく、パトラッシュと比べて幼いようだが、躾がされていない印象。エリーナが大事に育てた花畑に誤って踏み荒らすなど（第11話）、時々騒動を巻き起こす。
アンドレの登場時、よく腕に抱きかかえられている。
ヌレット
声 - 遠藤晴（1975年）、中西妙子（1997年）
ダース宅の隣家に住む老婆。原作小説では名前のみ登場。独り暮らしで、娘・ミレーヌからは共に暮らすことを説得される。
ネロの母親代わりとも発言するほどにジェハンとネロを気遣う。
非常に人がよく、自身の飼育するアヒル・クロのいたずらに手を焼きながらも、𠮟りつけて寝込んでいる間にクロを見かけないと激しく心配した。神経痛の悪化から、娘夫婦に引きとられて遠くに引っ越していく。ジェハンとネロには、クリスマスに戻ってくることを約束してネロにクロを預けた。（第34話）
クリスマスの日、ネロとの約束通りに娘夫婦と共に村に向かい、コゼツ宅に置いていかれたパトラッシュがネロを探し歩く様子を馬車から見かけるが、ネロの状況を知る由もなく、ネロから離れて「パトラッシュがこんな所にいるはずないものね」と気に留めなかった。しかし、村に到着したのち、ダース宅が片付けられた状態でネロとジェハンの姿もないことから、ネロの失踪を最初に気づき、ジェハンの死をも知らされ泣き崩れる（第52話）。
クロ
ヌレットの家で飼われるアヒル。イタズラ好き。
ヌレットが「クロが産んだ卵だよ」とネロに卵を譲っており、メスである（第3話）。勝手に柵から飛び出しては、ネロが釣りに行くため、ミミズを確保していると勝手につまみ食いするなど、ヌレットに叱られてばかり。
パトラッシュに対しても、特に初期の頃は、パトラッシュのしっぽを突くなどのちょっかいを出すが、ある時川近くの岩の隙間に落ちて出られなくなったところを救出され、よくなつくようになった。ヌレットの病状が悪化したことで共に引っ越す予定だったものの、当日、ヌレットの気が変わったことでネロに引き取られる（第34話）。当初は、引き取られたことを理解できず、寂しくもあったようで、元々使用していた隣家の小屋で眠りにつくが、大家・ハンスに取り壊されてしまう。
ネロたちの牛乳運びには付いてこないように言われており、アントワープまでは行かない。ジェハンの死後、いよいよネロの生活も困窮し、ネロの友人・ジョルジュも奉公でアントワープを離れるため、ジョルジュの弟・ポールが寂しくないよう1日だけ預けられることになった（第45話）。その後、寂しさから村に連れて帰ることが出来ないでいたと言うポールに、ネロはそのまま引き取ってもらうことを決め、ポールの弟としてダース宅を離れたことから（第50話）。ネロとパトラッシュの死を知る由もない。
ジェスタス（劇場版：ジェフタフ）
声 - 水鳥鉄夫（1975年）、峰恵研（1997年）
ネロの村に住む農夫。
ネロの祖父・ジェハン存命時から、妻・イザベルと共にジェハンの体調を気遣い、ネロの将来を気に掛けるジェハンの話を親身に聞くこともあった。
ダース宅の隣家にあとから越してきたセルジオからの牛乳運びの申し出を断った唯一の村人であり、セルジオの話に乗った農家にネロの収入がなくなってしまうと説得を試みている（第42話）。しかし、自身の土地を村の大地主・バースから借り受けている都合上、風車小屋の火災でネロが放火犯だと疑うバースの怒りを恐れ、仕方なくネロの牛乳運びを断ることにした（第48話）。
クリスマスの日、バースの使用人・ハンスの要請に応じて、村中に声をかけて回りながらネロの捜索に参加（第52話）。
字幕では最初に登場した時にはジェフタフと表示されていたが、次に登場したときはジェスタスに修正されている。
イザベル（劇場版：ジェフタフ夫人）
声 - 鈴木れい子（1975年）、竹口安芸子（1997年）
ジェスタスの妻。ジェスタスと同様にとても親切な人。
ネロの祖父・ジェハン存命時から、夫・ジェスタスと共にネロの将来を気に掛けるジェハンの話を親身に聞くこともあった。風車小屋の火災をきっかけに、ジェスタスがネロの牛乳運びを断った際、せめて当日分の賃金をと手渡したが、労働せずに受け取れないと断られてしまう（第48話）。
ヘルモンド
声 - 中村武己（1975年）、城山堅（1997年）
農夫の一人。
日和見主義な性格。当初はネロに牛乳運びを依頼する理解者の一人だったが、村に引っ越してきたセルジオが無料で牛乳運びをすると申し出ると、取引に応じてネロの牛乳運びを断る（第42話）。風車小屋の火災でネロが放火犯とされると無視し始め、冷たく接するようになり（第48話）、失踪したネロの捜索にも参加しなかった（第52話）。
セルジオ
声 - 矢田耕司（1975年）
ヌレットおばさんが引っ越した後のネロの隣人。
アントワープの市に出店する野菜の商人で、引っ越して来た日に農家の村人たちと、村で採れた野菜を安く売ってもらう代わり、無料で牛乳運び行うという交渉を始める（第42話）。ネロとジェハンにも隣人として挨拶に訪れ、ネロの事情を知らない様子だが、村の中でネロが仕事を失っていく一因となった。
原作小説では、アントワープの牛乳商が直接買い付けに来るようになるため登場しない。

### アントワープの住人
ジョルジュ
声 - 駒村クリ子（1975年）、森川智之・亀井芳子（1997年）
ネロの友人。ポールの兄。本作品の完全オリジナルキャラクター。12歳。
わんぱくだが、漁に出ている両親の代わりに弟の面倒を見ている。アントワープでネロと出会い（第3話）、弟・ポールが溺れたところを助け出されてからはネロに感謝し（第4話）、大切に思っている。
洞察力にも長けていて、アロアがイギリスに発つ日、ネロの不在を不審に思い、バースの使用人・ハンスによるネロがアロアの荷物を忘れてきたという嘘を見抜き、村へ戻ろうとしたネロを引き止めることもあった（第26話）。
牛乳運びが終わった後にネロとよく遊び、ネロやアロアに対してもとても面倒見が良い。帰国後のアロアがネロとの交流を禁じられた際には、2人がアントワープに通勤・通学する様子を旗で知らせていた（第39話）。ネロ牛乳運びの仕事が減った際にも、船の積み荷を運ぶ仕事を見つけてきて手伝う。
後に鍛冶屋の見習いとして働きに出るため、ネロとは別れることになる。
クリスマスの日、アロアの父・バースの自省の中で、ネロを村から追い出そうとさえ考えていたという言葉に憤り（第51話）、ネロの捜索時には、ポールと共に泣きながら鐘を鳴らした（第52話）。
ポール
声 - 菅谷政子（1975年）、鳥海勝美・渕崎ゆり子（1997年）
ネロの友人。ジョルジュの弟。本作品の完全オリジナルキャラクター。6歳。
いつも兄・ジョルジュにぴったりくっついていて、ジョルジュがなにか言うたびに仕草や言葉をマネするのが特徴（例：ジョルジュの発言する「ネロ、元気だせよな！」に対して「だせよな！」など）。元気で明るく頑張り屋だが、張り切りすぎて失敗することもある。
かくれんぼ中に川に落ちてしまったところを泳げないながらに助け出されてからはネロを慕っている（第4話）。
ジョルジュが働きに出たのちも、代わりにネロを気にかけたが、ネロにジョルジュのいない寂しさを打ち明けると、アヒルのクロを借り受ける。やがてクロを自身の弟として引き取る（第45話 - 第50話）。
クリスマスの日、ネロの捜索時には、ジョルジュと共に泣きながら鐘を鳴らした（第52話）。
牛乳集配所主人
声 - 西尾徳（1975年）
アントワープの牛乳集配所の主人で、ジェハンたちが運んだ牛乳の量により賃金を渡している。
ステファン
声 - 山岡葉子（1975年）、安達忍（1997年）
アントワープに住む富豪の息子。
日頃から画家の指導を受けており、絵画コンクールではネロの作品を抑えて1等を受賞した。
ファミリーネームである「Kiesslinger」は、原作小説では「キイスリング」、本作品では「キースリンガー」、劇場版では「キースリンゲル」と異なった表記が見られる。
画材店店主
声 - 不詳（1975年）、緒方賢一（1997年）

### その他
ミシェル
声 - 雨森雅司（1975年）
森の中で一人で生活する木こり。ネロの祖父・ジェハンの古き友人。ネロの数少ない理解者の一人。
初期から、ジェハンによるネロの将来を案じる話に耳を貸すなど、ネロに対しても親身である。
村の風車小屋の修理に木材を必要としている頃、怪我で動けなくなった際、ネロに身の回りの世話をしてもらうが、一方で、ネロが1人隠れて大きな樫の木を切り倒していたことを知ると（第32話）、ネロを木こりにと考える。ジェハンの死は後から知るが、引き取り手のいないネロを迎えに来ると、絵のコンクールの結果が出るまではダース宅にいたいというネロの願いを優先した。
クリスマスの日、ネロを再び迎えに来た際には、既に失踪しており、居合わせたヌレットにジェハンの死を知らせ、ネロの捜索に参加（第52話）。
銃声が嫌いで、ハンスが銃を撃ったことがわかった時、彼に対して怒鳴っている。
字幕や台詞ではミシェルになっていたり、ミッシェルになっていたりと統一されていない。
ノエル
声 - 永井一郎（1975年）
腕の良い風車職人の老人。頑固で大層な変わり者だが、実は温厚な常識人。
縦笛で陽気な曲を吹きながら、ロバ・ロバ公と共に村々を放浪しており、初登場は第13話。村の風車小屋の初めて訪れると、高慢な態度の地主・バースに臆せず、バースの使用人・ハンスのことはこき使う。修理作業に興味を示し、静かに観察していたネロの存在にハンスが怒ると、筋違いであることを諭してネロのことを正しく評価する。また、ネロが木くずを利用して自身の写生をしていたことに気づくと、その絵心に感心した。
風車小屋の火災以前から、人伝に再度の修繕依頼を受けており、クリスマスの日にも村に再訪。しかし、ネロを放火犯扱いしたことと風車小屋の管理の杜撰さには、火災の真相を言って聞かせ、バースとハンスに「風車を火事にした犯人はお前たちだ！」と怒鳴り散らした。のちに失踪したネロの捜索に参加（第52話）。
酒好きで、革袋に入れた酒を仕事終わりなどに飲んでいる。
ロバ公
ノエルの飼っているロバ。
アンソール
声 - 飯塚昭三（1975年）、富田耕生（1997年）
アントワープに出入りする金物屋。パトラッシュの元飼い主。
髭面で残忍。よくアントワープの酒場に入り浸る。水も飲ませず酷使していたパトラッシュが瀕死になると、死んだと思い土手に向かって転がして捨て置く。しかし、回復してジェハン、ネロと共に牛乳運びに付いてきたパトラッシュとアントワープで再会するや、罪の意識も無く所有権を主張する。ジェハンとの話し合いの末、3フランで売るという取引を持ち掛け、分割払いで合意させた。一度目は、ジェハンが酒屋の主人に「金物屋さんが来たら渡してください」と預けているが、このタイミングが合わず、お金を受け取れなかったことに怒った。パトラッシュを強奪するが、途中で逃げられる（第19話 - 第20話）。当初、ネロはジェハンとアンソールとの取引を知らなかったため、パトラッシュの所有権を主張されて困惑した。
第21話以降登場しないため、その後どうなったのかは不明。
原作小説では、酔った勢いで起こした喧嘩が原因で死亡している。
貴婦人
声 - 北浜晴子（1975年）
ネロと出会った親切な貴婦人。初登場は第28話。
息子を亡くした悲しみを癒すため、アントワープへ旅行に訪れたイギリス人。牛乳運び中のジェハンとネロたちの荷車が壊れて立ち往生していたところに居合わせ、馬車の通行を阻害されて怒る御者を窘め、自ら車外に姿を現し謝罪した（第28話）。ネロに息子の面影を見出して優しく接し、大聖堂にはルーベンスの絵画があと2枚所蔵されていることを教える。
アントワープでネロと偶然再会すると、翌日にはイギリスへ帰国するのだと伝え、共に2枚の絵画を見る約束をする。しかし、翌日になって、ジェハンの急病と村人・ハンスの嫌がらせのため、ネロが約束の時間に遅れてしまい、挨拶もできず残念そうに帰国していった（第30話）。
ミレーヌ
声 - 藤田淑子（1975年）、八木亜希子（1997年）
ヌレットの娘。結婚してからは遠方に住んでおり、馬車で3日もかかる地からヌレットを訪ねる。母親思い。
初登場時は一児の母親であったが、第33話の段階で第2子を妊娠している（ヌレット宛の手紙より）。
実家がダース宅の隣家であることから、ネロとも顔見知りであり、久しぶりの再会にその成長を喜んだ。
クリスマスの日には、ヌレットとネロの約束を果たすべく、夫・クロードと共に同行してきたが、失踪したネロの捜索に参加（第52話）。
クロード
声 - 富山敬（1975年）
ミレーヌの夫で優しそうな人。
クリスマスの日には、ヌレットとネロの約束を果たすべく、馬車でヌレットを送って来たが、失踪したネロの捜索に参加（第52話）。
ソフィア
アロアの叔母。イギリスに住んでいる。
アロアの父・バースの妹で、立ち居振る舞いの優雅な美人。名門学園出身。
アニー
声 - 岡本茉利（1975年）
ソフィアの娘。アロアの従姉妹。知的な雰囲気の美少女。
名門女子学園に通っている。アロアの父・バースからも礼儀正しさを褒められ、アロアの模範となるようにイギリス留学を思いつくきっかけともなる。しかし、傲慢ともとれる勝ち気な性格で、ネロの絵を見た際には「遠近法がなっていない」とこき下ろした。
犬嫌いでもありパトラッシュを拒絶した。
ダントン
声 - 大宮悌二（1975年）
アントワープに住む商人。アロアの父・バースの仕事仲間。
第23話のみ登場し、アロアの誕生日会に参加。大きな人形を送り届け、子どもたちがかくれんぼ中に壺を割ってしまった際には、自身の家でもよくやられたものだと笑い飛ばした。
バートランド
声 - 田村錦人（1975年）
イギリスに留学したアロアが病気になって帰国した時の主治医。
アロアの病気が薬や医者の力ではなく、ネロの励ましで治ると見抜いていた。この本質が分からず、回復後に再度イギリスへ戻そうとするアロアの父・バースに檄を飛ばす。
ヘンドリック・レイ（劇場版：アイク）
声 - 家弓家正（1975年）、露木茂（1997年）
ネロが応募した絵画コンクールの審査員の1人。偶然出会ったネロと長く関わるようになる。
ネロに絵を描く時の心構えとして、「心の目で見る」「自分が感じたことを描けばいい」などとアドバイス（第3話）。
コンクールの審査の際には、ネロを1等に推したが、他の審査員たちに押し切られてしまい、2位の結果となった（第51話）。
しかし、クリスマスの日、ルーベンスを継げる才能があると見込んで、ネロを引き取って学校に通わせたいと村を訪れるが、ネロは既に失踪していた。ネロの捜索には参加しなかったが、アロアと共にダース宅へ残り、ネロが描いた天使の絵を見つめており、大聖堂のネロが「なんだかとても眠いんだ」と呟く同時刻、悲劇を予言するように外へ飛び出すアロアを引き止めはしなかった（第52話）。
原作小説では名前不出だが、「世界的に有名な画家」と説明されている。
ホランド
声 - 名取幸政（1997年）
劇場版に登場。
ネロの母
声 - 佐々木優子（1997年）
劇場版に登場。本作品には登場しない。
審査員
声 - 不詳（1975年）、大山高男・松尾貴史・伊集院光（1997年）

## スタッフ
- 演出（監督）：黒田昌郎
- シリーズ構成：六鹿英雄、松木功、中西隆三
- キャラクターデザイン：森康二
- 場面設定：坂井俊一
- 美術監督：伊藤主計
- 編集：瀬山武司
- 仕上検査：保田道世
- 音響監督：佐藤敏夫
- 音楽：渡辺岳夫
- 制作デスク：佐藤昭司[注釈 18] → 遠藤栄[注釈 5]
- 担当プロデューサー：中島順三[注釈 18]
- プロデューサー：高橋茂人 → 中島順三[注釈 18]、松土隆二[注釈 5]
- 企画：瑞鷹エンタープライズ[注釈 18]、日本アニメーション[注釈 5]
- 制作：日本アニメーション（第1話）、ズイヨー映像・フジテレビ（第2話以降[注釈 18]）、日本アニメーション・フジテレビ[注釈 5]

## 主題歌
前番組であったテレビアニメ『アルプスの少女ハイジ』（ズイヨー映像、1974年）に引き続き、本作品の制作にあたっても、作詞を岸田衿子、作曲を渡辺岳夫、編曲を松山祐士が担当して全6曲が発表された。
後述の通り、正規エンディングテーマは「どこまでもあるこうね」だが、シングル盤（1975年3月、SCS-248）のB面には、歌詞が似ている「パトラッシュぼくの友達」が収録されたことから、後年に発売された「テレビまんが懐かしのB面コレクション」シリーズにも後者が収録された。
また、これらとは別に、賛美歌調のコーラス曲も製作された。
1975年6月発売のLPレコード（CW-7020）には、全6曲の歌とともに「（おはなし）フランダースの犬」も収録された。その他、カセット絵本も発売された。

### よあけのみち
歌：大杉久美子、アントワープ・チルドレン・コーラス
本作品のオープニングテーマ。第1話 - 第8話では、エンディングテーマとしても使用された。
歌い出しの"Zingen Zingen Kleine Vlinders"はフラマン語で「歌え 歌え 小さな蝶々」の意味。

### どこまでもあるこうね
歌：大杉久美子
本作品のエンディングテーマ。第9話から最終話まで使用。

### 挿入歌・イメージソング
「まどをあけて」 - 歌：大杉久美子
「あおいひとみで」 - 歌：大杉久美子
「パトラッシュぼくの友達」 - 歌：大杉久美子、アントワープ・チルドレン・コーラス
「手をつないで」 - 歌：大杉久美子、コロムビアゆりかご会
「（おはなし）フランダースの犬」劇中音楽 - コーラス：サニー・シンガーズ、伴奏：コロムビア・オーケストラ

## 放送情報

### 各話リスト
| 話数 | 放送日   | サブタイトル             | 脚本       | 絵コンテ            | 作画監督 |
| ---- | -------- | ------------------------ | ---------- | ------------------- | -------- |
| 1    | 1月5日   | 少年ネロ                 | 吉田義昭   | 黒田昌郎            | 坂井俊一 |
| 2    | 1月12日  | アロアと森へ             | 吉田義昭   | 柴田一              | 坂井俊一 |
| 3    | 1月19日  | アントワープの町で       | 吉田義昭   | 山崎修二            | 坂井俊一 |
| 4    | 1月26日  | 新しい友達               | 吉田義昭   | 山崎修二            | 坂井俊一 |
| 5    | 2月2日   | パトラッシュ             | 吉田義昭   | 奥田誠治            | 羽根章悦 |
| 6    | 2月9日   | がんばれパトラッシュ     | 吉田義昭   | 斧谷稔              | 羽根章悦 |
| 7    | 2月16日  | スープをおのみ           | 加瀬高之   | 奥田誠治            | 羽根章悦 |
| 8    | 2月23日  | ほえたよおじいさん       | 加瀬高之   | 斧谷稔              | 羽根章悦 |
| 9    | 3月2日   | おもいでの鈴             | 加瀬高之   | 奥田誠治            | 羽根章悦 |
| 10   | 3月9日   | アロアのブローチ         | 伊東恒久   | 奥田誠治            | 羽根章悦 |
| 11   | 3月16日  | エリーナの花畑           | 伊東恒久   | 斧谷稔              | 羽根章悦 |
| 12   | 3月23日  | おじいさんの小さな壺     | 加瀬高之   | 奥田誠治            | 岡田敏靖 |
| 13   | 3月30日  | ナポレオン時代の風車     | 加瀬高之   | 奥田誠治            | 羽根章悦 |
| 14   | 4月6日   | 夜空に描いた絵           | 吉田義昭   | 奥田誠治            | 羽根章悦 |
| 15   | 4月13日  | 古い帳簿                 | 吉田義昭   | 高畑勲              | 羽根章悦 |
| 16   | 4月20日  | 10サンチームの写生帳     | 吉田義昭   | 奥田誠治            | 羽根章悦 |
| 17   | 4月27日  | 丘の上の木の下で         | 加瀬高之   | 奥田誠治            | 羽根章悦 |
| 18   | 5月4日   | いたずらっ子のクロ       | 加瀬高之   | 横田和善 佐々木正広 | 岡田敏靖 |
| 19   | 5月11日  | 金物屋が村に             | 加瀬高之   | 奥田誠治            | 羽根章悦 |
| 20   | 5月18日  | どこまでも               | 加瀬高之   | 奥田誠治            | 岡田敏靖 |
| 21   | 5月25日  | 船で来たお客さま         | 吉田義昭   | 奥田誠治            | 羽根章悦 |
| 22   | 6月1日   | イギリスからの贈物       | 松島昭     | 奥田誠治            | 岡田敏靖 |
| 23   | 6月8日   | アロアの誕生日           | 加瀬高之   | 奥田誠治            | 羽根章悦 |
| 24   | 6月15日  | アロアの絵               | 中西隆三   | 奥田誠治            | 岡田敏靖 |
| 25   | 6月22日  | アロアがいない           | 雪室俊一   | 奥田誠治            | 羽根章悦 |
| 26   | 6月29日  | さようならアロア         | 雪室俊一   | 奥田誠治            | 岡田敏靖 |
| 27   | 7月6日   | アロアのいないクリスマス | 佐藤道雄   | 奥田誠治            | 羽根章悦 |
| 28   | 7月13日  | 親切な貴婦人             | 佐藤道雄   | 奥田誠治            | 岡田敏靖 |
| 29   | 7月20日  | ルーベンスの2枚の絵      | 髙山由紀子 | 奥田誠治            | 羽根章悦 |
| 30   | 7月27日  | 雪の中の約束             | 髙山由紀子 | 奥田誠治            | 岡田敏靖 |
| 31   | 8月3日   | ネロの決意               | 安藤豊弘   | 奥田誠治            | 羽根章悦 |
| 32   | 8月10日  | 大きなカシの木           | 安藤豊弘   | 西牧秀雄            | 岡田敏靖 |
| 33   | 8月17日  | こころの手紙             | 佐藤道雄   | 奥田誠治            | 羽根章悦 |
| 34   | 8月24日  | ヌレットおばさん         | 佐藤道雄   | 奥田誠治            | 岡田敏靖 |
| 35   | 8月31日  | お帰りアロア             | 雪室俊一   | 奥田誠治            | 岡田敏靖 |
| 36   | 9月7日   | アロアのくすり           | 雪室俊一   | 水沢わたる          | 羽根章悦 |
| 37   | 9月14日  | うれしい知らせ           | 安藤豊弘   | 横田和善            | 羽根章悦 |
| 38   | 9月21日  | ネロの大きな夢           | 雪室俊一   | 奥田誠治            | 羽根章悦 |
| 39   | 9月28日  | 心をつなぐ二つの旗       | 雪室俊一   | 奥田誠治            | 羽根章悦 |
| 40   | 10月5日  | おじいさんの口笛         | 雪室俊一   | 奥田誠治            | 岡田敏靖 |
| 41   | 10月12日 | なつかしい長い道         | 安藤豊弘   | 奥田誠治            | 羽根章悦 |
| 42   | 10月19日 | となりに来た人           | 佐藤道雄   | 柴田一              | 岡田敏靖 |
| 43   | 10月26日 | アロアのおてつだい       | 佐藤道雄   | 奥田誠治            | 羽根章悦 |
| 44   | 11月2日  | おじいさんへのおみやげ   | 佐藤道雄   | 奥田誠治            | 岡田敏靖 |
| 45   | 11月9日  | ひとりぼっちのネロ       | 安藤豊弘   | 奥田誠治            | 羽根章悦 |
| 46   | 11月16日 | おじいさんの顔           | 安藤豊弘   | 奥田誠治            | 岡田敏靖 |
| 47   | 11月23日 | 風車小屋の火事           | 佐藤道雄   | 奥田誠治            | 羽根章悦 |
| 48   | 11月30日 | なくなった仕事           | 佐藤道雄   | 奥田誠治            | 岡田敏靖 |
| 49   | 12月7日  | 描けたよおじいさん       | 雪室俊一   | 奥田誠治            | 羽根章悦 |
| 50   | 12月14日 | 発表の日                 | 雪室俊一   | 奥田誠治            | 岡田敏靖 |
| 51   | 12月21日 | 二千フランの金貨         | 中西隆三   | 奥田誠治            | 羽根章悦 |
| 52   | 12月28日 | 天使たちの絵             | 中西隆三   | 奥田誠治            | 岡田敏靖 |

### ネット局
以下、放送日時・系列は本番組終了時点（1975年12月）のもの。
| 放送地域       | 放送局                       | 放送日時                        | 放送系列                                     | 備考               |
| -------------- | ---------------------------- | ------------------------------- | -------------------------------------------- | ------------------ |
| 関東広域圏     | フジテレビ                   | 日曜 19:30 - 20:00              | フジテレビ系列                               | 制作局             |
| 北海道         | 北海道文化放送               | 日曜 19:30 - 20:00              | フジテレビ系列                               |                    |
| 宮城県         | 仙台放送                     | 日曜 19:30 - 20:00              | フジテレビ系列                               |                    |
| 秋田県         | 秋田テレビ                   | 日曜 19:30 - 20:00              | フジテレビ系列                               |                    |
| 山形県         | 山形テレビ                   | 日曜 19:30 - 20:00              | フジテレビ系列                               |                    |
| 長野県         | 長野放送                     | 日曜 19:30 - 20:00              | フジテレビ系列                               | [ 注釈 21 ]        |
| 静岡県         | テレビ静岡                   | 日曜 19:30 - 20:00              | フジテレビ系列                               |                    |
| 富山県         | 富山テレビ                   | 日曜 19:30 - 20:00              | フジテレビ系列                               |                    |
| 石川県         | 石川テレビ                   | 日曜 19:30 - 20:00              | フジテレビ系列                               |                    |
| 福井県         | 福井テレビ                   | 日曜 19:30 - 20:00              | フジテレビ系列                               |                    |
| 中京広域圏     | 東海テレビ                   | 日曜 19:30 - 20:00              | フジテレビ系列                               |                    |
| 近畿広域圏     | 関西テレビ                   | 日曜 19:30 - 20:00              | フジテレビ系列                               |                    |
| 島根県・鳥取県 | 山陰中央テレビ               | 日曜 19:30 - 20:00              | フジテレビ系列                               |                    |
| 岡山県         | 岡山放送                     | 日曜 19:30 - 20:00              | フジテレビ系列 テレビ朝日系列                | [ 注釈 22 ]        |
| 広島県         | テレビ新広島                 | 日曜 19:30 - 20:00              | フジテレビ系列                               | 1975年10月開局から |
| 愛媛県         | 愛媛放送 （現：テレビ愛媛）  | 日曜 19:30 - 20:00              | フジテレビ系列                               |                    |
| 福岡県         | テレビ西日本                 | 日曜 19:30 - 20:00              | フジテレビ系列                               |                    |
| 佐賀県         | サガテレビ                   | 日曜 19:30 - 20:00              | フジテレビ系列                               |                    |
| 熊本県         | テレビ熊本                   | 日曜 19:30 - 20:00              | フジテレビ系列 日本テレビ系列 テレビ朝日系列 |                    |
| 沖縄県         | 沖縄テレビ                   | 日曜 19:30 - 20:00              | フジテレビ系列                               |                    |
| 青森県         | 青森放送                     | 土曜 18:00 - 18:30              | 日本テレビ系列 テレビ朝日系列                |                    |
| 岩手県         | 岩手放送 （現：IBC岩手放送） | 日曜 18:00 - 18:30              | TBS系列                                      |                    |
| 福島県         | 福島テレビ                   | 土曜 18:00 - 18:30              | TBS系列 フジテレビ系列                       |                    |
| 山梨県         | 山梨放送                     | 水曜 19:00 - 19:30              | 日本テレビ系列                               |                    |
| 新潟県         | 新潟総合テレビ               | 月曜 18:00 - 18:30              | フジテレビ系列 日本テレビ系列 テレビ朝日系列 |                    |
| 広島県         | 広島テレビ                   | 土曜 18:00 - 18:30              | 日本テレビ系列                               | [ 注釈 23 ]        |
| 山口県         | 山口放送                     | 月曜 18:00-18:30 →19:00 - 19:30 | 日本テレビ系列                               |                    |
| 徳島県         | 四国放送                     | 木曜 19:00 - 19:30              | 日本テレビ系列                               |                    |
| 香川県         | 西日本放送                   | 月曜 18:00 - 18:30              | 日本テレビ系列                               | [ 注釈 24 ]        |
| 高知県         | 高知放送                     | 月曜 18:00 - 18:30              | 日本テレビ系列                               |                    |
| 長崎県         | 長崎放送                     | 平日夕方                        | TBS系列                                      | [ 注釈 25 ]        |
| 長崎県         | テレビ長崎                   | 土曜19:00 - 19:30               | フジテレビ系列 日本テレビ系列                | [ 注釈 26 ]        |
| 大分県         | 大分放送                     | 平日夕方                        | TBS系列                                      | [ 注釈 25 ]        |
| 大分県         | テレビ大分                   | 月曜 18:00 - 18:30              | 日本テレビ系列 フジテレビ系列 テレビ朝日系列 | [ 注釈 26 ]        |
| 宮崎県         | テレビ宮崎                   | 水曜 19:00 - 19:30              | 日本テレビ系列 フジテレビ系列 テレビ朝日系列 | [ 注釈 26 ]        |
| 鹿児島県       | 鹿児島テレビ                 | 土曜 19:00 - 19:30              | 日本テレビ系列 フジテレビ系列 テレビ朝日系列 | [ 注釈 26 ]        |

### 再放送
本放送から半年後、フジテレビによる再放送が実施され、オープニングクレジットには「アンコール名作劇場」として表示された。再放送事例は、他局も含めて以下の通り。
- アンコール名作劇場（フジテレビ、1976年7月 - 1978年6月）
  - 放送期間中に時間帯の変更があり、再放送が開始された1976年7月から12月24日放送分までは毎週金曜19:00 - 19:30にて放送。その後当該時間帯にて、年末特別番組『'76わんぱくチビッコ大集合!』（19:00 - 20:54）を放送するため、12月31日放送分のみ金曜16:30 - 17:00に繰り上げられたのを経て、1978年1月1日放送分から6月までは、毎週土曜18:00 - 18:30へと変更された。いずれの時間帯ともローカルセールス枠のため、本放送時とは異なり一部遅れネットや未放送の地域も存在した。
- キッズステーション（CS放送、2009年11月）
  - 同局での放送に際しては、ハイビジョン放送に対応するため、本放送時には見えなかった部分の引き伸ばし・解像度や、画面比率に準じた修正[注釈 27]が施された、HDリマスター版として放送。以降の世界名作劇場作品でもこのフォーマットが踏襲された。[8]
- CS映画チャンネル「チャンネルNECO」（2015年2月8日18時）
  - 劇場版を放送[9]。

### 海外での放送
本作品は、大韓民国をはじめ、各国でも放送された。

#### 大韓民国
- TBC（1976年8月13日 - 11月5日）
- KBS1TV（1981年9月13日 - 翌年1月24日、1982年1月25日 - 同年4月26日[注釈 28]）
- EBS（2007年8月27日 - 11月22日）
- SBS

## 原作小説

### 原作・日本語訳
- イギリスの児童文学『フランダースの犬』（発表：1872年、著：ウィーダ）

本作品のオープニングクレジットでは、原作者名に本名が使用されるが、本来は「マリー・ルイーズ・ド・ラ・ラメー」であるところ、「マリー」の名が欠落した表記である。イギリス文学であるために、舞台となるベルギーでは、原作小説の知名度と物語評価の低さから、本作品が放送されなかったものの、多くの日本人観光客が訪れ、アントワープに記念碑や銅像が建てられた。

### 原作との相違点
先述「#概要」の通り、原作小説は短編のため、本作品の序盤から中盤までのほとんどがオリジナルストーリーで占められていることから、原作小説と比較してかなりの相違点がある。制作時の方針について、監督の黒田昌郎によれば、「ネロはジェハンやアロア、パトラッシュと一緒にいられるだけで幸せだったんだと思う。悲しくするのをやめて、明るさを徹底的に出したかった」と語る。
主な相違点は以下の通り。終盤についても、展開や時系列が原作小説とは異なっている。

#### 登場キャラクターの差異
以下、本作品との差異は「#登場キャラクター」を参照。
- 主人公・ネロ：原作小説の年齢設定は15歳であり、パトラッシュを保護したのは2歳の頃。また、美男子であるため[12]、アロアの父・バースからは、アロアと間違いを起こされては困るとされていた[13]。
- ネロの祖父・ジェハン：原作小説では、ナポレオン戦争に派兵された際の負傷で足が不自由だと設定された。リウマチの持病もあることから、ネロが6歳の頃には荷車を引けなくなり、長い間の寝たきり状態ののち亡くなる。また、ネロと共にパトラッシュを保護したのは80歳の頃。
- パトラッシュ：原作小説では、地の文で具体的かつ明確に心情描写がある（本作品ではナレーションが担う）。
- アロア：原作小説の年齢設定は12歳。
- 金物屋：原作小説では、酔っ払った勢いで起こした喧嘩によって殺されている（新潮文庫版、21頁）[注釈 30]。
- オリジナルのキャラクター：ネロの友人・ジョルジュとポールの他、多数登場[注釈 4]。
- 原作小説では登場が名前のみの人物：木こり・ミシェルや隣人・ヌレットなど、本作品の制作にあたり詳細な設定を追加した[注釈 4]。

#### 物語展開に見られる差異
- 村の風車小屋（テレビシリーズ、第47話）：原作小説では、コゼツ宅に併設され、村の共有財産としても認識されていない。本作品における火災発生時の被害状況として、風車部分まで焼失し、配置していた小麦も村人によっては、その年の収穫分の大半が焼けてしまい冬を越せるか心配の声もあったが、原作小説では、焼失箇所が納屋部分のみで風車は無事、焼けた小麦は保険によって金銭的損害は皆無だった。また、本作品では火災発生が物語終盤となるが、原作小説では物語中盤に起こっている。
- ネロがコンクールに出品した絵のモデル（テレビシリーズ、第50話）：原作小説では、木こりのミシェルを描く[注釈 31]。
- ネロの失踪（テレビシリーズ、第51話 - 第52話[注釈 6]）：原作小説では、バースは大金が戻ったこと、アロアはネロとまた付き合えることに大喜びしており、村人総出のパーティーでも浮かれていたため、当日中には誰も捜索していない。また、この翌日であるクリスマスの日の昼頃、ルーベンスの絵を見て微笑むように死んでいるネロを町の人々が見つけ、駆けつけたバースらが悲嘆に暮れた（新潮文庫版、61頁 - 64頁辺り）。

## 劇場映画版
『THE DOG OF FLANDERS（劇場版 フランダースの犬）』は、1997年3月15日から全国公開された。テレビシリーズと同様に、監督が黒田昌郎、制作が日本アニメーション、配給が松竹系。
前年公開の『BLACK JACK』に端を発し、松竹主導のテレビアニメのリメイク映画化企画の一環でもあり、この企画は、引き続き同一のスタッフによる、『MARCO 母をたずねて三千里』（1999年）まで続いた。

### 概要（劇場映画版）
劇場版の制作にあたっては、前述のテレビシリーズの設定をおおむね踏襲しつつ、ネロの幼馴染の少女・アロアが大人になってから思い起こす回顧録的な構成など、独自の翻案・演出が加えられた。ネロとパトラッシュの最期の場面に差異が見られ、ナレーションも存在しない。成人のアロアが幻想の中でネロの声を聴き、明日への決意を新たにするという結末であり、エンディングテーマの歌詞もアロア視点のエピローグとなる。この変更は、テレビシリーズ終盤におけるアロアの描写がおざなりだったことへの反省が込められたという。
音楽・映像も刷新され、情景は当時のフランダース地方のものに近づけて描かれている。また、一部にCGが使用されている。担当声優も変更された（前述の「#登場キャラクター」を参照）。

### あらすじ（劇場映画版）
修道女に成長したアロアがアントワープの大聖堂を訪れ、ネロとの20年前の記憶（アロアがネロやパトラッシュと仲良くなった時点から、ネロたちの死まで）を回想する…。

### スタッフ（劇場映画版）
- 制作：松竹、日本アニメーション、三井物産、フジテレビジョン
- 企画：佐藤昭司、本田慶充
- 監督：黒田昌郎
- 脚本：丸尾みほ
- キャラクターデザイン・作画監督：佐藤好春
- オリジナルキャラクター：森康二
- 作画監督補佐：諸橋伸司
- レイアウトチェック：田辺修
- 原画：山口明子、石川哲也、尾崎和孝、山川浩臣、入好さとる、鈴木博文、中村裕之、林浩一、坪内克幸、西村貴世、大久保富彦、立石良子、入江篤、真庭秀明、宮本英子、大森幸夫、遠藤靖裕、榎本綾子、坂井俊一、香月邦夫、鷲田敏弥、吉野高夫、新山歌子、山崎登志樹、平松禎史、加瀬政広、水畑健二、田野光男、黒沢守、金田伊功
- 美術設定：伊藤主計
- 美術監督：石橋建一
- 撮影監督：森下成一
- 音響監督：藤野貞義
- 色彩設計：古里久代
- 編集：名取信一
- ネガ編集：上遠野英俊
- 音楽：岩代太郎
- キーアートデザイン：ウォーレン・ナン、ジョニー・クワァン
- 製作者：奥山和由、本橋寿一、小浜廉太郎、重村一
- 制作担当：田中伸明
- プロデューサー：中島順三

## 物語研究・評価

### 視聴率
最終回の視聴率は、世界名作劇場シリーズの視聴率で最高記録となる30.1%を記録した（ビデオリサーチ・関東地区調べ）。また、最終回放送までの視聴者からの意見も多く寄せられ、この中には、テレビシリーズ第44話（1975年11月2日放送）にて、ネロの祖父・ジェハンの死に対する「かわいそう」などという声が1000通以上、最終回となったテレビシリーズ第52話（1975年12月28日放送）に向けて、原作小説の結末を知る視聴者によって、ネロたちの助命嘆願も放送局のフジテレビに多く寄せられる。この反響を受けた同社広報部は、「子供たち夢を与える結末に絶対します」としながらも、原作小説に準じた結末にするのかどうかの決断を迫られていた。しかし、結果として、スポンサーのカルピス社長・土倉冨士雄（1975年当時）が、熱心なクリスチャンであり、死は終わりではなく天国への凱旋だとした考えから、ネロとパトラッシュが天使に抱えられて召天していく場面として実現された。

### 評価
アニメーション監督・宮崎駿
わずかながら本作品の制作に参加。視聴率的には成功したんですが、僕はゴミみたいな作品だと思うんですけどね。

### 書籍・論文
- 『誰がネロとパトラッシュを殺すのか：日本人が知らないフランダースの犬』ディディエ・ヴォルカールト、アン・ヴァン・ディーンデレン編著・塩崎香織訳、岩波書店、2015年11月26日[18]。

## 関連商品

### 映像ソフト
発売元はいずれもバンダイビジュアル。
VHS
テレビシリーズ全話のVHS（全11巻）が1997年4月25日 - 6月25日に、劇場版のVHSが同年7月25日にそれぞれ発売された。前者は第8巻まで5話、第9巻以降は4話収録。
LD
『フランダースの犬』メモリアルBOX（全2巻）が1998年6月25日から11月25日にかけて発売された。BOX1は6枚組、24話収録。BOX2は7枚組、28話収録。
DVD
テレビシリーズ全話のDVDのうち、単品（全13巻、各巻4話収録）が1999年8月25日から11月25日にかけて発売、2009年12月22日には廉価版として再発売。DVD-BOXは2009年12月22日にまず『フランダースの犬』DVDメモリアルボックス（13枚組）が発売された他、同じく13枚組の『フランダースの犬』ファミリーセレクションDVDボックスが2012年11月22日に発売された。いずれのBOXも映像特典として、「よあけのみち」のカラオケ映像を収録。

### ディスコグラフィ
- 世界名作劇場メモリアル音楽館 フランダースの犬 SoundTrack
- フランダースの犬 イメージ音楽集
- フランダースの犬 オリジナル・サウンドトラック

### ゲーム
- ピコソフト『世界名作劇場』 - セガ・エンタープライゼス、1995年、
  - 3ページ目に本作品のパズルゲームを収録。
- パチンコ『CRフランダースの犬と世界名作劇場』 - 銀座、2008年3月
  - 絵柄に世界名作劇場のアニメキャラクターが用いられる。本作品のテレビシリーズ第52話の一場面を再現した「昇天予告[注釈 32]」の演出が、パチンコ情報サイトでは「人が死ぬシーンを当たりにするのは不謹慎すぎる」と批判されると、サイト運営者による「子供が遊戯するわけではないから問題ない」との反論もあった[19]。

### 書籍
- TVアニメコミックス フランダースの犬（主婦の友社）
- 『フランダースの犬：その愛と涙―ネロとパトラッシュが歩いたアントワープとホーボーケン村』「フランダースの犬」を愛する会編、JTBパブリッシング、 2004年1月。：フランダースの犬を題材にした現地ガイドブック。
- フランダースの犬大百科（勁文社）
- 私たちの好きなフランダースの犬（宝島社）：ストーリーガイド本。
- 『フランダースの犬 心がピュアになる言葉』 - PHP研究所、2015年1月10日
  - 世界名作劇場シリーズの40周年記念出版。

### グッズ
- フィギュア「世界名作劇場『フランダースの犬』ヴィネット」（ダイブ、2011年3月）[20]

## レンタル・ストリーミング

### ストリーミング
- LINE KIDS動画（LINE）[21] - サービス終了済
  - 2014年4月 - 2015年6月30日、全話がサービス終了まで配信された。
- YouTube（Google）
  - 2024年11月1日 - 2025年3月19日、「日本アニメーション・シアター」チャンネルにて、テレビシリーズ全52話を期間限定で順次配信[22]。
- App Store（Apple）
  - 2009年12月17日、iPhone／iPod touch向けの「アニメコミック「フランダースの犬」シリーズ」を提供[23]。

## 実店舗・リアルイベント

### 企画展
- 「世界名作劇場展」（杉並アニメーションミュージアム、2009年5月26日 - 同年8月23日）[24]
  - 本作品も参加。

## コラボ・タイアップ

### 行政・企業
- 日清食品
  - 2010年5月17日 - 同年7月16日、企画「フランダースの犬オリジナルTシャツ」プレセントキャンペーンを施策[25]。
  - 2018年11月、カップヌードルのテレビコマーシャル「ヤバい。なんか熱い。」第3弾として、「北海道ミルクシーフー道『フランダースの漢篇』」にテレビシリーズ第52話の場面をパロディ化。「北海道ミルクシーフー道」を食べるネロと天使たちのアニメーションは、日本アニメーションがセルフリメイクし、食後の変身したネロ役は関口メンディーが演じる。
- 企画「クラフト おうちで幸せ カルボナーラキャンペーン」 - 森永乳業×クラフトフーズジャパン、2011年10月
  - 新作アニメ『幸せのカルボナーラ』（脚本：真保裕一）をホームページ上で公開[26]。 JOYSOUND（エクシング）
  - 2021年1月20日 - 同年4月19日、「みるハコ」サービス内にて、テレビシリーズ全52話の内、第1話と第52話のみを配信[27]。
    - 新型コロナウィルス感染症に伴う活動自粛期間の最中、SNS上では、「疲れるのが早すぎるフランダースの犬」などと話題を呼んだ[27]。反面で、「間のストーリーあってこそ」といった批判も受けたが、同社広報担当者もこの批判を認識しつつ、時間制限のあるカラオケの楽しみの一つとして、本作品への興味を向けるきっかけづくりになることを期待[27]。

  - 2022年11月30日 - 2023年2月28日、上記企画を再度実施[28]。

### アニメ
- 映画『天才バカヴォン〜蘇るフランダースの犬〜』 - DLE、2015年5月13日公開
  - 本作品とのコラボ映画であり、同作品のクレジットにも「©NIPPON ANIMATION CO.LTD.」が記載されている。また、登場キャラクターであるネロ（声：瀧本美織）・パトラッシュは、本作品のキャラクターデザインがベースである。
- 『勇者エクスカイザー』
  - 2020年のエイプリルフール企画の一つとして、同作品と本作品とがコラボした「勇者エクスフランダー」が企画された。この企画に合わせて新作動画も制作されたものの、当時の社会的状況からエイプリルフールに合わせての公開を見送り、後に開催された「超勇者展」（2020年12月11日 - 2021年1月17日、西武渋谷店モヴィーダ館）にて初公開された[29][30]。この新作動画は、過去に実施された「勇者シリーズ」と「世界名作劇場」とのコラボ企画『洗濯王ガオアライガー[注釈 33]』とも絡めた内容となっている[29][30]。

### ゲーム
- 『LINE ポコパン』
  - 2022年4月28日 - 5月19日、本作品とのコラボ企画を実施[31]。
- 『バイオハザード RE:4』 - カプコン、2023年3月24日（PlayStation 5、PlayStation 4、Xbox Series X/S、Steam）
  - 2023年3月20日 - 同月23日、同作発売に向けたPR企画として、YouTubeにて、「バイオ名作劇場　ふしぎの村のレオン」を公開[32]。全3話。

### その他
- 楽曲「キミに歌ったラブソング」 - Lil'B、2008年9月
  - PVにてコラボレーション[33]。
- LINE公式スタンプ「目が笑ってないフランダースの犬」 - 2016年8月[34][35]
  - LINEスタンプクリエイター・ポテ豆とのコラボスタンプ。
- フィギュア「いきむ犬」シリーズ - キックスターター（アメリカ・クラウドファウンディング）のコレクタブルアイテム[36]
  - 『フランダースのいきむ犬 フィギュア』 - 2016年10月上旬発売、クローズドBOX（「ノーマル」・「思い出セピア」・「昇天パール」の全3種）。
  - 「ニコニコ超会議 2016」（2016年4月29 - 同月30日、幕張メッセ）にて、同商品のPR展示も行われた[37]。
- 『世界名作劇場 学習帳』 - ＜学習帳＞ラナタウン、2016年10月上旬発売[36]
- 企画展「ルーベンス 栄光のアントワープ工房と原点のイタリア」 - Bunkamuraザ・ミュージアム、2013年[38]
  - 「「フランダースの犬」のスティッピー（ブックマーク）」を限定販売。

## パロディ・オマージュ

### 楽曲
- テレビアニメ『Re：ゼロから始める異世界生活』 - 原作：長月達平、制作：WHITE FOX、2016年8月8日放送分
  - 同作品の第1期第19話にて、主人公のナツキ・スバルが所有する携帯電話の着信音として、本作品のオープニング曲「#よあけのみち」が使用された。「『スバルが持っているガラケー』から音を録りたい[39]」という制作スタッフの強い拘りにより、当時から約15年間の発売であった実機（N503i）を取り寄せ、着信音として落とし込んだ当楽曲を実機から再生した音源を使用[40]。

### 作中の一場面
前述「#概要」の通り、本作品は後年において、特に最終回となるテレビシリーズ第52話のネロ・パトラッシュ死亡シーンが著名であり、本作品のタイトルを用いただけでも伝わるほどに浸透している。以下、他作品にみられる一例であり、第52話以外の場面も記載する。
- テレビドラマ『勇者ヨシヒコと導かれし七人』 - 監督・脚本：福田雄一、2016年12月24日放送分
  - 同作品の最終回第12話にて、主人公・ヨシヒコが、本作品のテレビシリーズ第52話の一場面を再現した形で勇者を辞める[42]。